# Bactrocera macrovittata
Bactrocera macrovittata är en tvåvingeart som beskrevs av Drew 1989. Bactrocera macrovittata ingår i släktet Bactrocera och familjen borrflugor. Inga underarter finns listade.